# 1778 en France
Chronologie de la France
- 1774
- 1775
- 1776
- 1777
- 1778
- 1779
- 1780
- 1781
- 1782

Cette page concerne l’année 1778 du calendrier grégorien.

## Événements
- 30 janvier :
  - traité d’amitié et d’accord commercial entre la France et les États-Unis, chacun promettant d’accorder à l’autre la clause de la nation la plus favorisée. Le traité énonce le principe de la liberté des mers et du droit des États neutres à commercer avec des nations en guerre. La France s’engage à prendre sous sa protection les navires des États-Unis et à leur favoriser le commerce en Méditerranée. En contrepartie, les Français ne seront pas troublés dans leur droit de pêche sur les bancs de Terre-Neuve[1].
  - rappel et réorganisation des troupes provinciales[2].

- 6 février : second traité, destiné à rester secret, entre la France et les États-Unis ; alliance défensive au cas où une guerre éclaterait entre la France et l’Angleterre. Aucune des 2 parties ne pourra conclure de paix ou de trêve avec la Grande-Bretagne sans avoir au préalable obtenu le consentement de l’autre[1].
- 10 février : retour de Voltaire à Paris après une absence de vingt-huit ans quelque temps avant sa mort, qui survient le 30 mai[1].

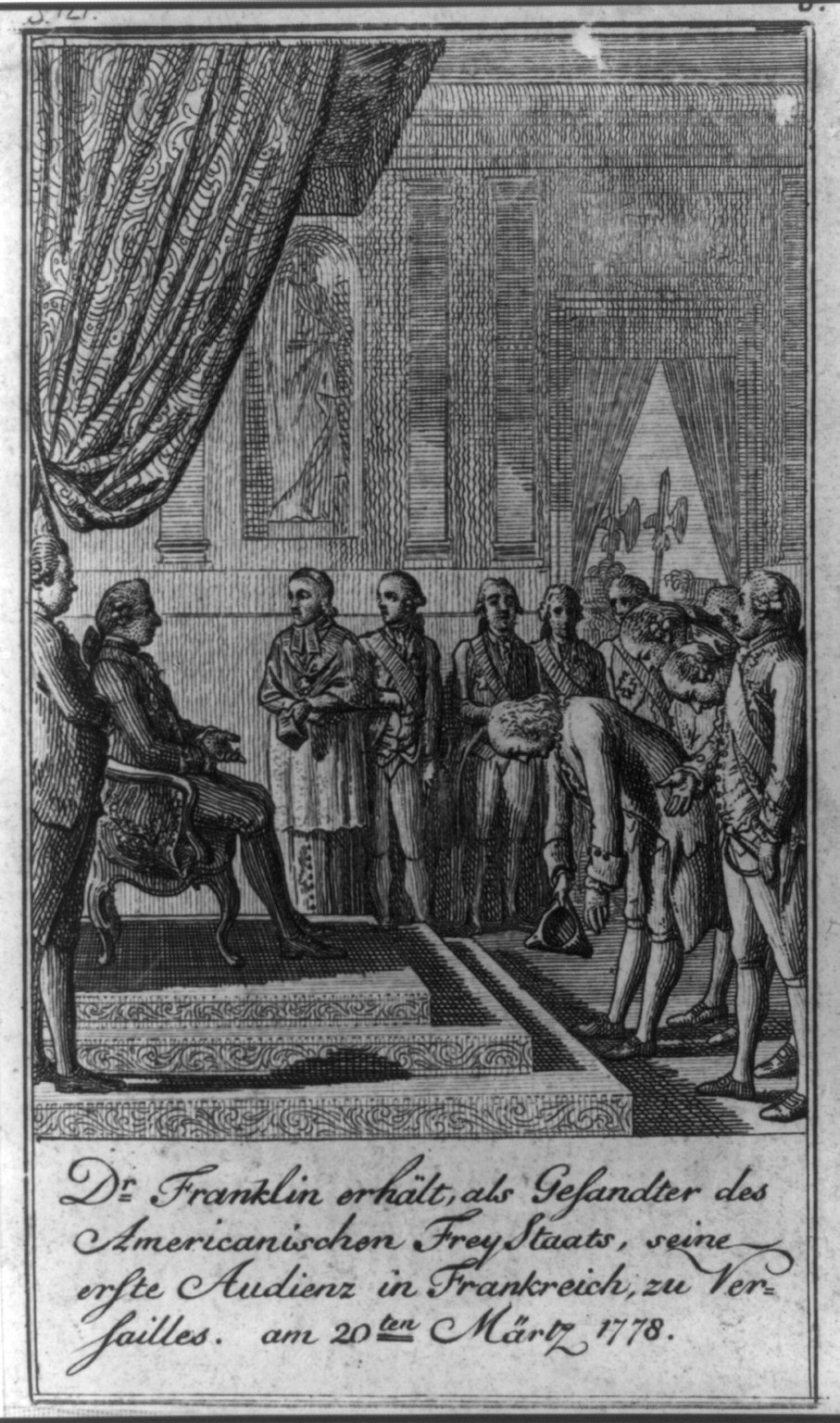
Le Dr Franklin est reçu la première fois en audience en tant qu’ambassadeur de l’État libre américain à Versailles, le 20 mars 1778. Gravure de 1784

- 15 mars : remontrances de la Cour des aides sur les Vingtièmes et l’édit du 2 novembre 1777. Le 5 mai, un arrêt du Conseil du roi refuse à la Cour des aides le contentieux du vingtième[3].
- 20 mars : les commissaires américains sont présentés au roi à Versailles, et prennent rang à la cour comme envoyés d’un État indépendant[4].

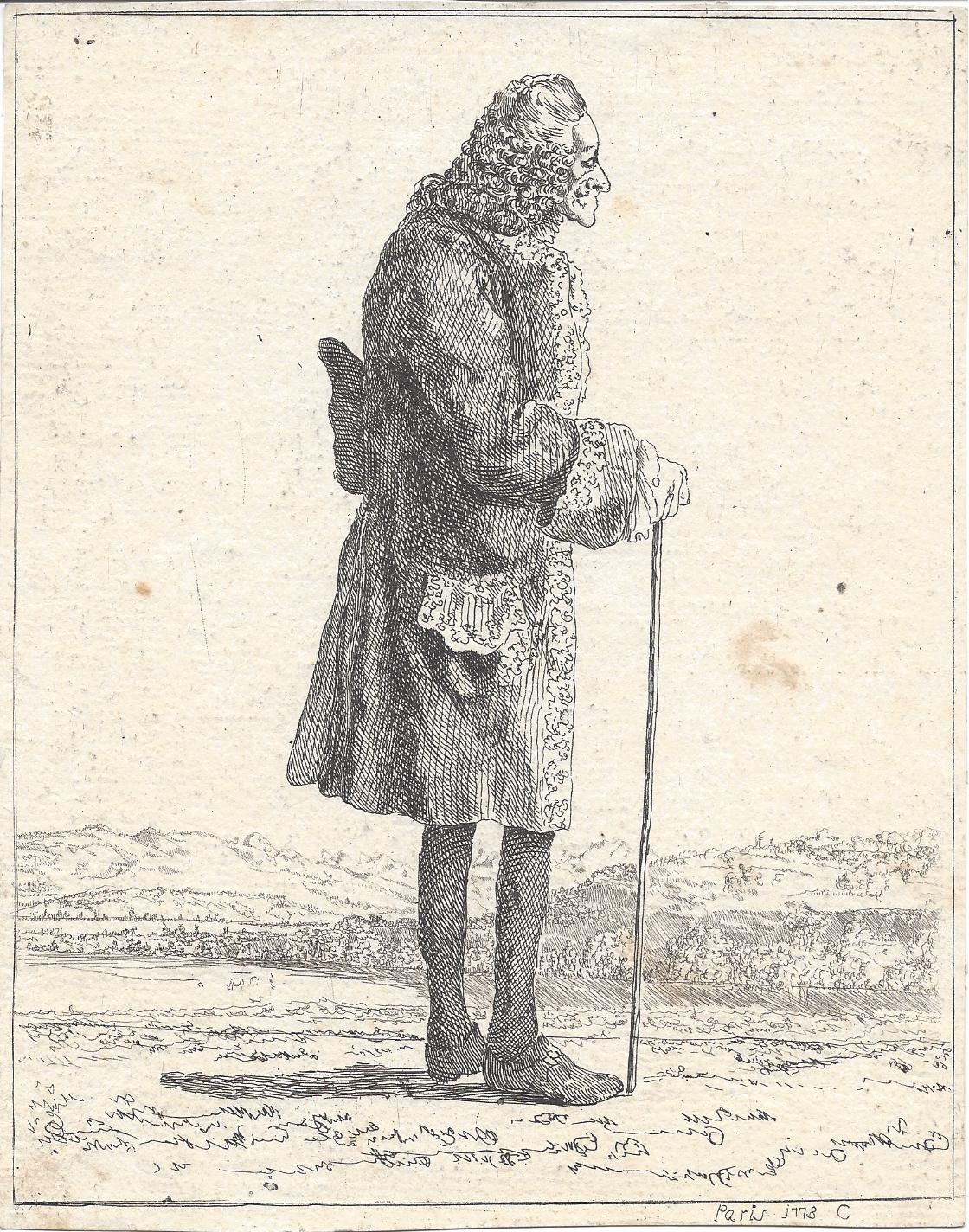
Voltaire en 1778, dessin de Jean Huber.

- 30 mars : triomphe de Voltaire à l’Académie, à la Comédie-Française lors de la représentation de sa tragédie Irène et dans les rues de Paris[5].

- 20 avril : le monopole des voitures de place à Paris est concédé à la compagnie dirigée par Claude Laure[6] pour 5,5 millions de livres[3].
- 29 avril : rencontre publique de Voltaire et de Benjamin Franklin à l’Académie française[7].

- 16 mai : Caumartin devient  prévôt des marchands de Paris (fin en 1784)[8]. Calonne le remplace comme intendant en Flandre[9].

- 17 juin : le combat de la Belle Poule et de l’Aréthusa déclenche la guerre sur le front européen[10].

- 1er juillet : accords frontaliers avec l’électorat de Trèves[11].
- 5 juillet : la température atteint 36,2° à Paris[12]. Début d’un été très chaud, suivi d’une série d’années chaudes et sèches (1778-1785).
- 10 juillet : à la suite du combat du 17 juin, le roi de France donne l’ordre au duc de Penthièvre, amiral de France, d'armer en guerre contre le Royaume-Uni[13].
- 12 juillet : création de l’assemblée provinciale de Berry à Bourges[3]. Necker crée des Assemblées provinciales au rôle consultatif pour associer les notables aux administrations locales (l’assemblée de Berry en 1778 et l’assemblée de Haute-Guyenne à Montauban en 1779), ce qui provoque le courroux des Parlements.
- 27 juillet : combat d’Ouessant[14].

- 25 août au 28 septembre: camp de manœuvres militaires au château de Vaussieux. Un quart de l'armée de Louis XVI, soit 35.000 hommes se réunissent sous les ordres du Maréchal de Broglie et du Comte de Rochambeau pour s'entraîner et préparer la guerre contre l'Angleterre [15].

- 6 septembre : bataille de la Dominique[16].
- 22 septembre : vendanges précoces en Bourgogne. Récolte abondante[12]. Crise de surproduction viticole et baisse des prix (1778-1781)[17].

- 3 octobre : un arrêt du conseil réduit les régisseurs des États de 19 à 8[3].

- 8 novembre : lettres patentes portant établissement d’un nouvel ordre pour le payement des pensions[3].
- 29 novembre : des nègres marrons enlèvent Anne, une esclave domestique à Saint-Domingue. Leur chef Kébinda, créole des bois, la donne à son valet pour en faire sa concubine. Elle résiste, et le chef la prend pour lui-même, mais elle ne cède pas davantage et toute la troupe la condamne à mort. Kébinda se laisse persuader de l'épouser à l'église, et se rend avec elle à la frontière espagnole, mais Anne, poussant des cris, le fait arrêter. Elle retourne chez son maître et obtient la liberté sous le nom d'Anne Fidèle[18].
  - Necker émet un emprunt de 48 millions portant création de 4 millions de rentes viagères assurant un intérêt de 10 %[3].
  - édit portant suppression de divers offices de trésoriers et contrôleurs. Les 217 offices de trésoriers et contrôleurs de l’extraordinaire des guerres et de la marine passent à un à la guerre, un à la marine[3].

## Naissances en 1778

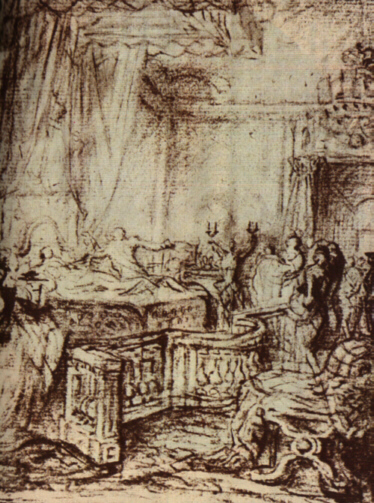
Marie-Antoinette donnant naissance à son premier enfant, Marie-Thérèse, fille de France.

- 1er janvier : Charles-Alexandre Lesueur, naturaliste, artiste et explorateur français († 1846).
- 15 mars : Pauline Fourès dite "Bellilote", que Bonaparte rencontrera en Égypte en 1798.
- 8 octobre : Hyacinthe-Louis de Quélen, archevêque de Paris.
- 2 septembre : Louis Bonaparte († 1846).
- 6 décembre : Louis Joseph Gay-Lussac, physicien et chimiste français († 9 mai 1850)
- 19 décembre : Marie-Thérèse de France dite « Madame Royale », fille de Marie Antoinette et Louis XVI
- 1778 : Marie Paradis  († 1839) première femme au sommet du mont Blanc.

## Décès en 1778
- 27 mars : Adam le Jeune, sculpteur français (1705-1778).
- 30 mai : Voltaire (François-Marie Arouet) écrivain, philosophe, poète et historien français
- 2 juillet : Jean-Jacques Rousseau, écrivain, philosophe, français